# Karel Pecka
Karel Pecka (6. prosince 1928 Klížska Nemá u Komárna – 13. března 1997 Praha) byl český spisovatel, politický vězeň a disident.

## Životopis
Roku 1948 odmaturoval na obchodní akademii v Českých Budějovicích a pracoval jako technický úředník v Tesle. Spolu s několika pracovníky Filmového studia Barrandov začal vydávat ilegální časopis Za pravdu, cyklostylovaný v nákladu zhruba 70 výtisků a distribuovaný do schránek známým ap.; obsahoval převážně kritiku režimem propagovaného socialisticko-realistického umění, např. sovětských filmů.
V květnu 1949 byl při pokusu přejít hranice do Západního Německa zatčen. Po krutém vyšetřování byl odsouzen za velezradu na 11 let vězení. Ta strávil v několika pracovních táborech (doly v Kladně, uranové doly Jáchymov, nakonec mírnější Bytíz u Příbrami, kde napsal a s pomocí civilních zaměstnanců propašoval domů většinu povídek později vydaných v souboru Na co umírají muži).
V prosinci 1959 byl propuštěn a získal zaměstnání jako jevištní technik v Národním divadle. Se svou přítelkyní, baletkou a členkou souboru ND Jiřinou Kottovou, se oženil v květnu roku 1960. Manželství však v roce 1963 skončilo rozvodem. Náhradní vojenskou službu vykonal od ledna do června 1963 u stavebního vojska.
Nejprve publikoval v několika časopisech (Host do domu, Literární noviny, Tvář) povídky, často o politických vězních. Od roku 1965 se věnoval literatuře, určitou dobu psal i scénáře.
Od roku 1969 byl opět zakázán a publikovat mohl pouze v samizdatu a v zahraničí, s čímž začal jako jeden z prvních v době, kdy ještě nebylo jasné, nakolik to bude režim persekvovat; Štěpení byla první kniha '68 Publishers od autora žijícího v ČSSR. Její vydání mu vyneslo obvinění z příživnictví; stíhání sice prokuratura zastavila s odůvodněním, že psal román, ale i pro docházející úspory začal v roce 1975 pracovat jako čerpač vody. Mezi prvními podepsal Chartu 77. V roce 1981 získal invalidní důchod na fingovanou endogenní depresi, od roku 1988 byl ve starobním důchodu.
V roce 1995 si zahrál sám sebe ve filmu Malostranské humoresky.
Roku 1997 mu prezident Václav Havel udělil in memoriam Řád Tomáše Garrigua Masaryka III. třídy.

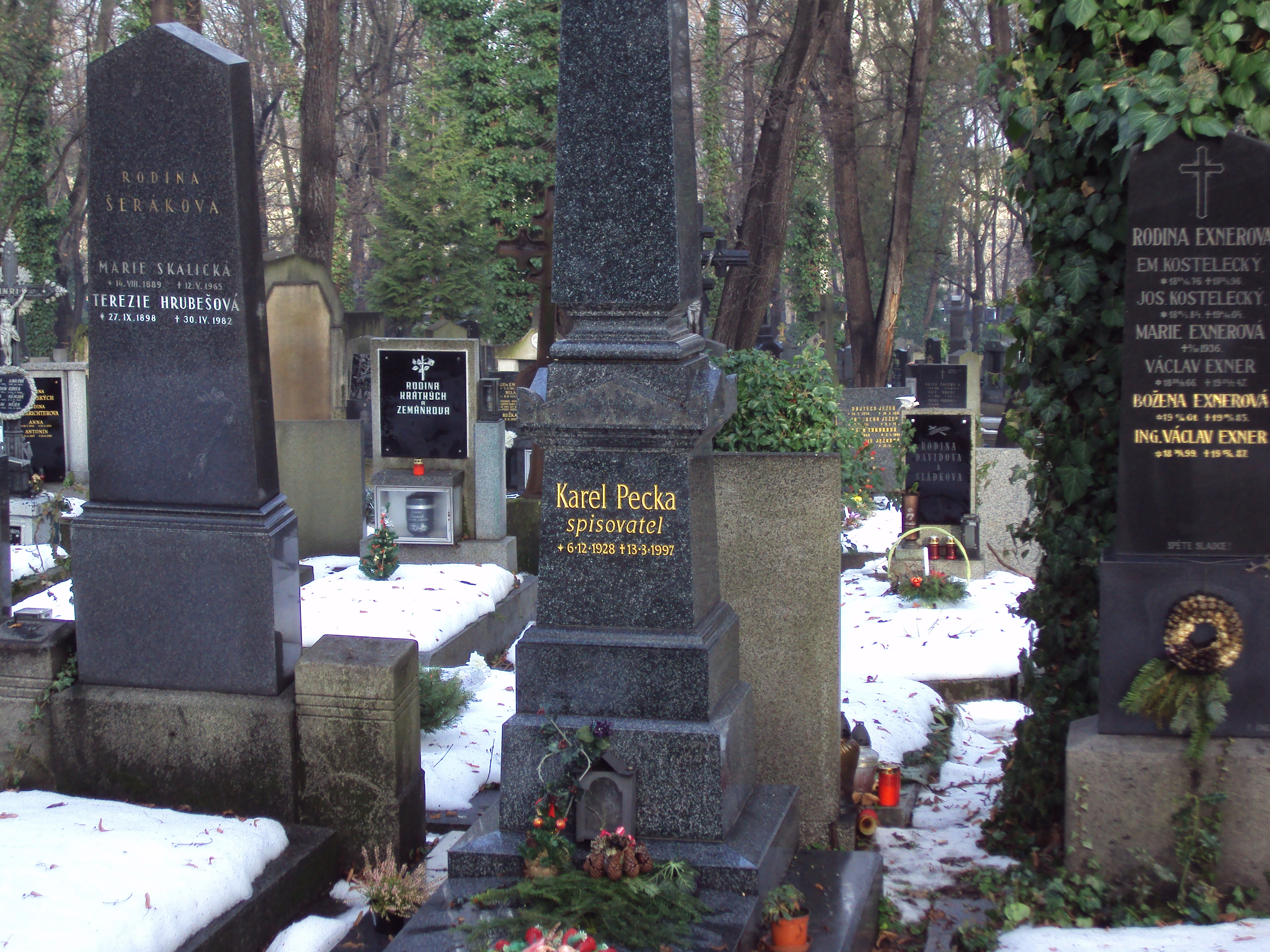
Hrob na Olšanském hřbitově

## Dílo
Většinou se zabývá vězeňskou tematikou a čerpá z vlastních zážitků.
Skrze ducha svého díla Pasáž je některými kritiky řazen mezi dílčí pokračovatele Franze Kafky, a to spolu s dalšími tuzemskými spisovateli: Ludvíkem Vaculíkem, Bohumilem Hrabalem, Janem Kameníčkem, Libuší Moníkovou a dalšími tvůrci.

### Poezie
- Rekonstrukce: Verše z tábora Nikolaj, trestního tábora L a tábora Bytíz (1954–1957), cizina 1976, Praha vlastním nákladem 1995
- Schody, cizina 1986
- Domovní znamení, 1990
- Střechy a zákoutí, 1992

### Próza
- Úniky, 1966 – povídkový triptych
- Na co umírají muži, 1968 – kniha povídek z lágrů, část vyšla již dříve časopisecky
- Horečka, 1967 – román o útěku z lágru a následném skrývání
- Hra na bratrství, 1968 – novela
- Veliký slunovrat, 1968 – román o návratu politických vězňů do života a o komplikacích, které je potkávají, opírá se o vlastní zážitky
- Štěpení, '68 Publishers Toronto 1974, Atlantis Brno 1993 – román o spisovateli zvažujícím emigraci, obsahující i jeho novelu o Valdštejnovi, vzniklou z filmového scénáře napsaného na konci 60. let
- Pasáž, cizina 1974, ČR 1993 – kafkovská novela, 1997 zfilmoval Juraj Herz, viz Passage
- Motáky nezvěstnému, cizina 1978, ČSFR 1990 – považováno za jeho nejlepší dílo, autobiograficky pojednává o životě politických vězňů. Zpracováno v roce 1991 v Českém rozhlasu jako dvanáctidílná četba na pokračování. Připravila Klára Pokorná, četl Pavel Pavlovský, režii měl Miroslav Buriánek.[2]
- Malostranské humoresky, samizdat 1983, Toronto 1985, doplněná verze ČSFR 1992 – povídky ze současnosti; zfilmováno 1996
- Pád Pýthie, cizina 1988, Orbis, Praha 1991 – fantastická novela, satira na totalitní stát
- Dlouhý koktejl, 1991
- Svůdnost černé barvy, Maťa 1998, ISBN 80-86013-48-0 – povídky z pozůstalosti, z autorova života v Praze v polistopadovém začátku 90. let
- Souhvězdí Gulag Karla Pecky / Karel Pecka – výbor z díla, 2018, ISBN 978-80-270-4165-7

### Rozhlasová hra
- Konfrontace, 1967, uvedeno 1968 – rozhlasová hra[3] podle stejnojmenné povídky z knihy Úniky.